# Madagaskar-Kronenadler
Der Madagaskar-Kronenadler (Stephanoaetus mahery) ist ein ausgestorbener Greifvogel, der auf Madagaskar endemisch war. Er ist nur von subfossilen Überresten bekannt. Das Artepitheton mahery ist aus der Malagasy-Sprache abgeleitet und bedeutet „kraftvoll“ oder „mächtig“.

## Merkmale
Der Holotypus, ein linker Tarsometatarsus, der 1925 bei Ampasambazimba 85 km westlich der madagassischen Hauptstadt Antananarivo zu Tage gefördert wurde, hat eine Länge von 108,0 mm, eine proximale Breite von 26,1 mm und eine distale Breite von 27,9 mm. Das als Paratypen gekennzeichnete Material umfasst distale Zehenknochen, die ersten Klauen der rechten Seite und der linken  Seite, das distale Viertel der linken Ulna und ein Beckenfragment. Die Beschaffenheit des Tarsometatarsus weist ihn als nahen Verwandten des afrikanischen Kronenadlers (Stephanoaetus coronatus) aus. Er war jedoch größer und gilt als der mächtigste Greifvogel Madagaskars im Holozän.

## Lebensweise
Auf der Grundlage der Tarsometatarsus-Länge und aus Vergleichen mit der Lebensweise des Kronenadlers vermutet der Erstbeschreiber Steven M. Goodman, dass der Madagaskar-Kronenadler große Lemuren und Madagassische Flusspferde jagte.  Auch die Jungvögel der Elefantenvögel (Aepyornis) könnten zu seiner Jagdbeute gezählt haben.

## Aussterben
Der Madagaskar-Kronenadler verschwand vermutlich im 16. Jahrhundert aufgrund der Zerstörung der Wälder und der Überjagung seiner Beutetiere durch die Madagassen.

## Vogel-Roch-Legende
In den Erzählungen von Marco Polo und in der Sindbad-Geschichte aus 1001 Nacht taucht der Riesenvogel Roch auf, den zahlreiche Autoren wie beispielsweise Louis Lavauden (1931) mit den Elefantenvögeln in Verbindung gebracht haben. Andere Autoren wie Raymond Decary (1937) und Claude Allibert (1992) verneinten dies und identifizierten den Vogel Roch als Greifvogel. Sollte der Vogel Roch nicht komplett der Fantasie entsprungen sein, könnte diese Legende ihren Ursprung beim Madagaskar-Kronenadler haben.